# The Ashes 1891-92
Il The Ashes 1891-92 è stata la 9ª edizione del prestigioso The Ashes di cricket. La serie di 3 partite si è disputata in Australia tra il 1º gennaio e il 28 marzo 1892.
La vittoria è andata per la prima volta alla selezione australiana, che ha vinto per 2-1.

## Viaggio e preparativi
La squadra, capitanata da W. G. Grace, fu organizzata, finanziata e gestita da Lord Sheffield, il quale in seguito donò lo Sheffield Shield al cricket di prima classe nazionale australiano.
In totale, furono giocate 29 partite, delle quali 12 vinte, 2 perse e 15 pareggiate. Otto di queste partite erano di prima classe, incluse tre partite Test contro l'Australia. Le altre cinque partite di prima classe furono disputate contro il Nuovo Galles del Sud (due volte), l'Australia Meridionale e il Victoria (due volte).
La squadra utilizzò Colombo come scalo durante il suo lungo viaggio in mare e, nell'ottobre del 1891, disputò una partita sul Galle Face Green contro una squadra locale che non era di prima classe. Questo rappresentò la terza volta che una squadra di cricket inglese visitava Ceylon.

## Risultati

### Test 1
| 1-6 gennaio Referto |

| Australia         | v | Inghilterra      |
| 240 (151.1 overs) |   | 264 (91.4 overs) |
| 236 (191.5 overs) |   | 158 (82.2 overs) |

- Australia vince il sorteggio e decide di battere

### Test 2
| 29 gennaio-3 febbraio Referto |

| Australia         | v | Inghilterra       |
| 144 (94.2 overs)  |   | 307 (114.2 overs) |
| 391 (219.4 overs) |   | 156 (66.2 overs)  |

- Australia vince il sorteggio e decide di battere

### Test 3
| 24-28 marzo Referto |

| Inghilterra       | v | Australia            |
| 499 (173.1 overs) |   | 100 (42.5 overs)     |
|                   |   | 169 (f/o) (68 overs) |

- Inghilterra vince il sorteggio e decide di battere